# Фарма (франшиза)
Фарма (швед. Farmen) је ријалити-такмичарска телевизијска франшиза коју је створила шведска продуцентска кућа Strix. Емитована је у више од 40 држава. Фарма је један од најпознатијих ријалити-франшиза, уз ријалири Сурвајвор.